# 新科学

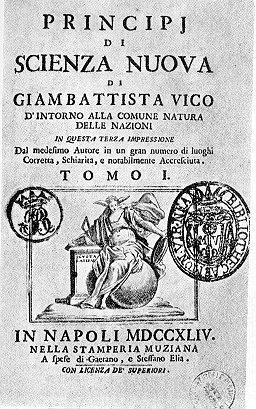
新科学

《新科学》（義大利語：La Scienza Nuova，直译：「The New Science」，義大利語發音：[la ʃˈʃɛntsa ˈnwɔːva]）是意大利哲学家、历史学家詹巴蒂斯塔·维柯的作品。這本書最初於1725年出版，當時反應平平，但後來在歷史哲學、社會學和人類學領域中受到高度重視和影響。其中的核心概念非常獨特，預示了啟蒙時代的到來。

## 書名
1725年版的完整標題是 Principj di una Scienza Nuova Intorno alla Natura delle Nazioni per la Quale si Ritruovano i Principj di Altro Sistema del Diritto Naturale delle Genti ，其中包含了向老楞佐·科爾西尼－－未來的教宗克萊孟十二世（Cardinal Lorenzo Corsini）獻辭的語句。書本標題的「Principj」和「ritruovano」是「principi」和「ritrovano」的古拼寫方式，因此這個標題可以大致翻譯為「關於國家本質的一門新科學的原理，通過它恢復了民族自然法的另一個體系的原理」。
1730年版，書名為 ，大意為「詹巴蒂斯塔·维柯的五本書：關於國家共同本質的一門新科學的原理」並以獻給克萊孟十二世為結尾。
1744年的版本只有些微修訂，書名為，意思為「詹巴蒂斯塔·维柯的新科學原理：關於國家共同本質的原理」，並未附上標題頁的獻辭。克萊孟十二世在1740年已逝世，而維柯在1744年出版該版本前也已離世。

## 写作历程
1720年，维柯开始编写《新科学》，作为关于論述普世權利的一部分。虽然它最初应该由红衣主教柯西尼赞助，但在红衣主教提出财政困难并撤销赞助后，维科被迫自己出资出版。这是维柯第一部用意大利文写的作品，因为他以前的作品都是用拉丁文写的。《新科学》的第一版出现在1725年。维柯致力于修订两个版本。第一版于1730年出版，第二版于1744年他離世后由他人补全。

## 寫作風格
书以神秘和奇特的诗化方式书写，使用大量隐喻和修辞，因为后世那种学术写作方式是维柯反对的。维柯以文化史为主轴阐述逐渐被分为美学，修辞学，社会学，法学的思想。它以古希腊罗马的历史发展，阐述人类从神的时代，经过英雄的时代，进入到人的时代。各文化起源和处境尽管不同，但在社会发展上却有共通的规律。人类心理功能的发展也有个过程，由形象思维到抽象思维，由诗的时代到哲学的时代，原始民族在人类的童年阶段，其思维活动主要是想象活动。诗意的想象是具有生命力的。
在《新科學》的第一節中，標題為「作品的概念 (Idea dell'Opera)」，1730年和1744年的版本明確地將自己呈現為一門「推理的科學 (scienza di ragionare)」。該作品（特別是「元素 (Of the Elements)」一節）包含了公理（authoritative maxims or degnità，指權威性的格言或尊嚴）和「推論 (ragionamenti)」推論之間的辯證和澄清。
在第三版的《新科學》中，維柯開始以詳細的閱讀方式，研究一幅放在前言的肖像畫，探討各個民族在希伯來上帝的引導下所處的位置。這幅肖像畫包含了一系列象徵性的圖像，代表著人類歷史的流動。